# Comancheria

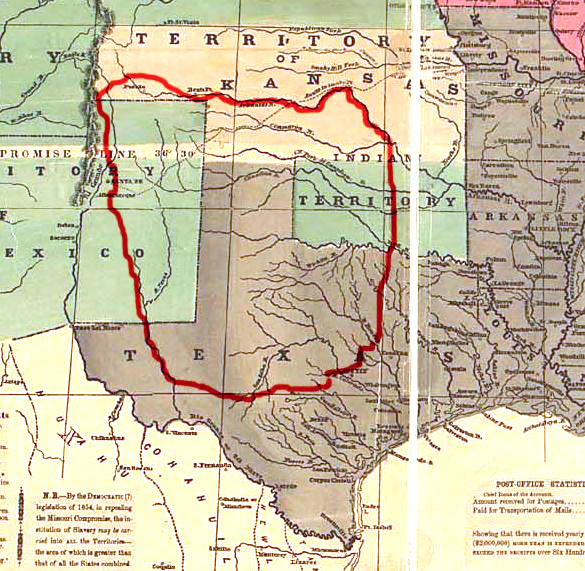
Comancheria (1740-1850)

Comancheria é a região do continente norte-americano ocupada no passado pelas tribos indígenas dos Comanches, antes da invasão dos anglo-americanos. A área não foi claramente definida na época da dominação Comanche mas geralmente é descrita como fronteiriça ao sul com a Falha de Balcones, ao norte com San Antonio, Texas e mais além, chegando a Cross Timbers e até à área ao nordeste que inclui o Rio Cimarron (afluente do rio Arkansas) e as cabeceiras do Rio Arkansas ao leste, até às Montanhas Rochosas. Do lado Oeste, a fronteira é com as Escarpas Mescalero e o Rio Pecos, continuando até aos limites da colonização espanhola em Santa Fé, Novo México.
Antes da expansão Comanche até as proximidades do Wyoming, no início do século XVIII, as terras da Comancheria foram o lar de numerosas tribos de índios — sendo a maioria tribos de Apaches. Grande parte dessa região chegou a ser chamada de Apacheria.

## Geografia

Grandes Planícies (em verde) cruzada pela linha meridiana da longitude 100º (em vermelho)

A característica geográfica da região é ser uma fronteira natural entre as pradarias de clima temperado de Blackland e os vales dos rios no Leste e as Grandes Planícies no Oeste. As fazendas e assentamentos nas férteis terras dessa linha natural foram alvos dos Comanches que usavam os muitos rios e desfiladeiros para escaparem e cruzarem a área do Oeste ao Leste.
Em 1837, houve a negociação de um tratado de paz entre os Comanches e a nova República do Texas, que não foi aprovado quando o Congresso do Texas recusou demarcar oficialmente as fronteiras do sudeste e do leste da Comancheria. Os republicanos garantiram em lei a negação de qualquer direito sobre as terras do Texas, a qualquer representação que não fosse dos próprios cidadãos texanos. Isso levou a que os Comanches fossem empurrados cada vez mais para o leste do Texas.
Atualmente, essa região pertence ao Texas Ocidental, Llano Estacado, Texas Panhandle e Planalto de Edwards (incluindo o chamado Texas Hill Country), Novo México Oriental, Oklahoma Panhandle, Montanhas Wichita e pequenas porções do Colorado e Kansas.